# Nimetön (ö i Norra Savolax, Kuopio, lat 62,73, long 28,18)
Nimetön är en ö i Finland. Den ligger i sjön Suvasvesi och i kommunen Kuopio i den ekonomiska regionen  Kuopio ekonomiska region  och landskapet Norra Savolax, i den centrala delen av landet, 300 km nordost om huvudstaden Helsingfors. Öns area är 0,3 hektar och dess största längd är 120 meter i nord-sydlig riktning.